# Cecilia Chung
Cecilia Chung (chino: 鍾紹琪; Hong Kong británico, 1965) es una líder de derechos civiles y activista por los derechos LGBT, la conciencia del VIH / SIDA, la defensa de la salud y la justicia social. Cecilia es una mujer trans. La historia de su vida fue una de las cuatro historias principales en la miniserie ABC 2017 When We Rise sobre los derechos LGBT en las décadas de 1970 y 1980.

## Biografía
Cecilia nació en Hong Kong en 1965 y luego emigró a Los Ángeles con su familia en 1984. Un año después, se mudó a San Francisco para asistir al City College de San Francisco antes de trasladarse a la Universidad Golden Gate en 1987 con un título en gestión internacional. Luego pasó unos años trabajando como intérprete judicial en el condado de Santa Clara,  y como formadora de ventas en una compañía financiera.

## Activismo

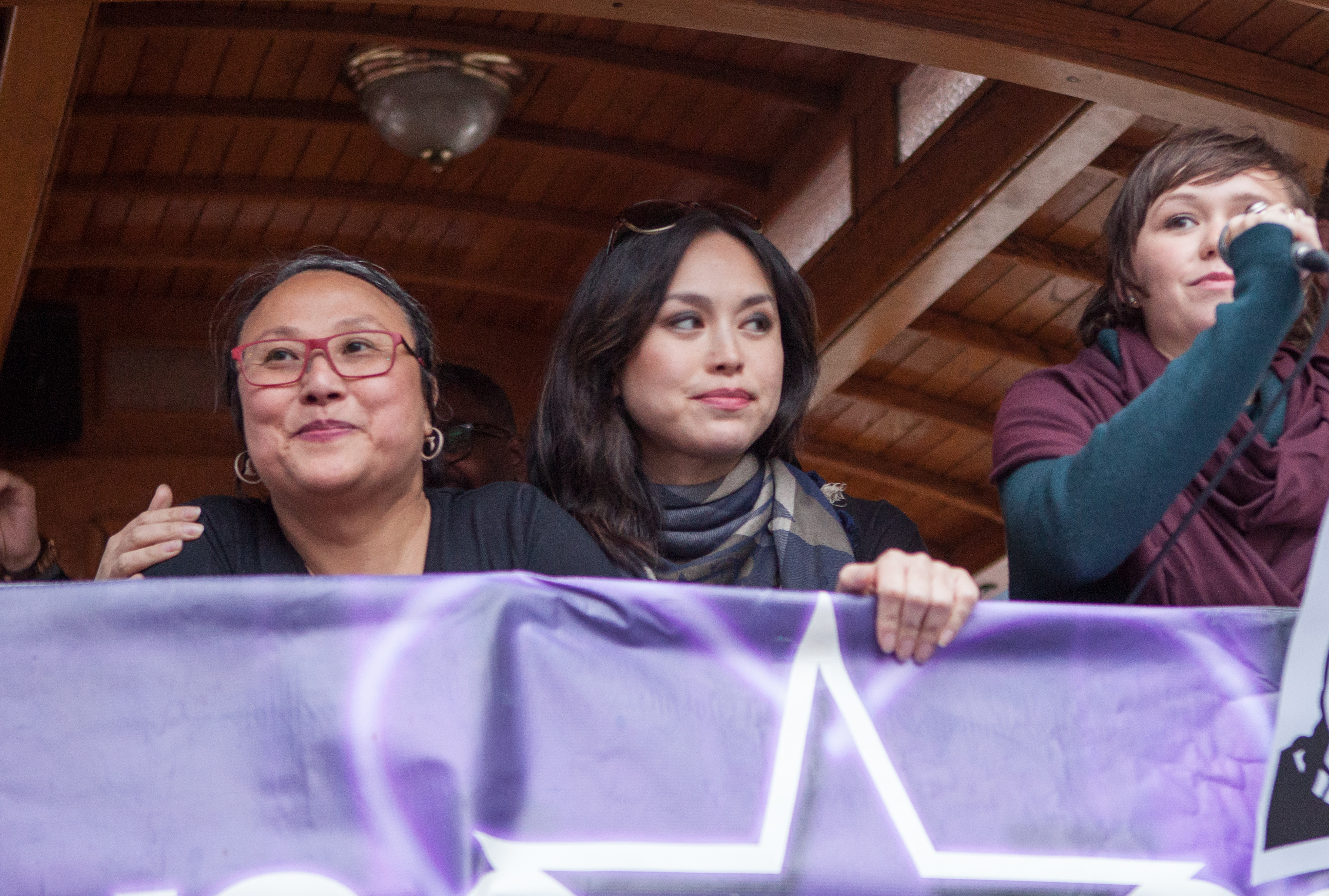
Chung con las actrices Ivory Aquino y Emily Skeggs en la Marcha Trans de San Francisco, junio de 2017.

Cecilia ha pasado gran parte de su vida adulta llamando la atención sobre los problemas de salud que afectan a la comunidad LGBT. Esto ha incluido trabajar como consejero de pruebas de VIH en el Proyecto de Salud contra el SIDA de UCSF, Coordinador del Programa de VIH en el Foro Estadounidense de Salud API y como Director Adjunto en el Centro de Derecho Transgénero. Además, Cecilia es la primera mujer transgénero y la primera asiática elegida para dirigir la Junta Directiva de la Celebración del Orgullo de Lesbianas, Gays, Bisexuales y Transgénero de San Francisco, y la primera mujer transgénero, así como la primera persona que vive abiertamente con VIH y preside la Comisión de Derechos Humanos de San Francisco.
Cecilia fundó San Francisco Transgender Advocacy and Mentorship (SF TEAM) para organizar actividades para la comunidad transgénero a través del Centro Comunitario LGBT de San Francisco. También fue una de las fundadoras de la Marcha Trans anual.
En 2013, Cecilia fue noticia al hacer de San Francisco la primera ciudad del país en pagar la cirugía de reasignación de género para pacientes transgénero sin seguro a través de su nombramiento en la Comisión de Salud por el alcalde Edward Lee. A través de su nombramiento, Cecilia también pudo brindar capacitación a los miembros del personal del Departamento de Salud Pública de San Francisco sobre temas transgénero llamados "Transgénero 101".
Actualmente, Cecilia es miembro del Consejo Asesor Presidencial sobre VIH /SIDA, la actual presidenta del Comité de PVVS de EE. UU. Y también es la Directora Senior de Proyectos Estratégicos en el Transgender Law Center (Centro de Derecho Transgénero).

## Vida personal
En 1992, Cecilia decidió hacer la transición. Se separó de su familia debido a su falta de comprensión sobre su transgeneridad. También tuvo que renunciar a su puesto como formadora de ventas en la compañía financiera para facilitar el proceso; confió en su trabajo de intérprete judicial como la única fuente de ingresos, cuyo contrato de trabajo se terminó pronto después de que un juez notó sus cambios físicos debido a la transición. Finalmente terminó viviendo en las calles y tuvo que recurrir al trabajo sexual para ganarse la vida. Ser trabajadora sexual la sometió a violencia sexual y física. También recurrió a las drogas para automedicarse. En el mismo año, fue diagnosticada como VIH positiva.  En 1995, casi 3 años después de haber estado sin hogar, Cecilia fue apuñalada durante un intento de agresión sexual y llevada a la sala de emergencias. Su madre, que era el contacto de emergencia, llegó al hospital para una visita y los dos se reconciliaron. Desde entonces, Cecilia completó su cirugía de reasignación de género en Bangkok en 1998.
Ivory Aquino interpreta a Cecilia en la miniserie sobre los derechos LGBT llamada When We Rise.

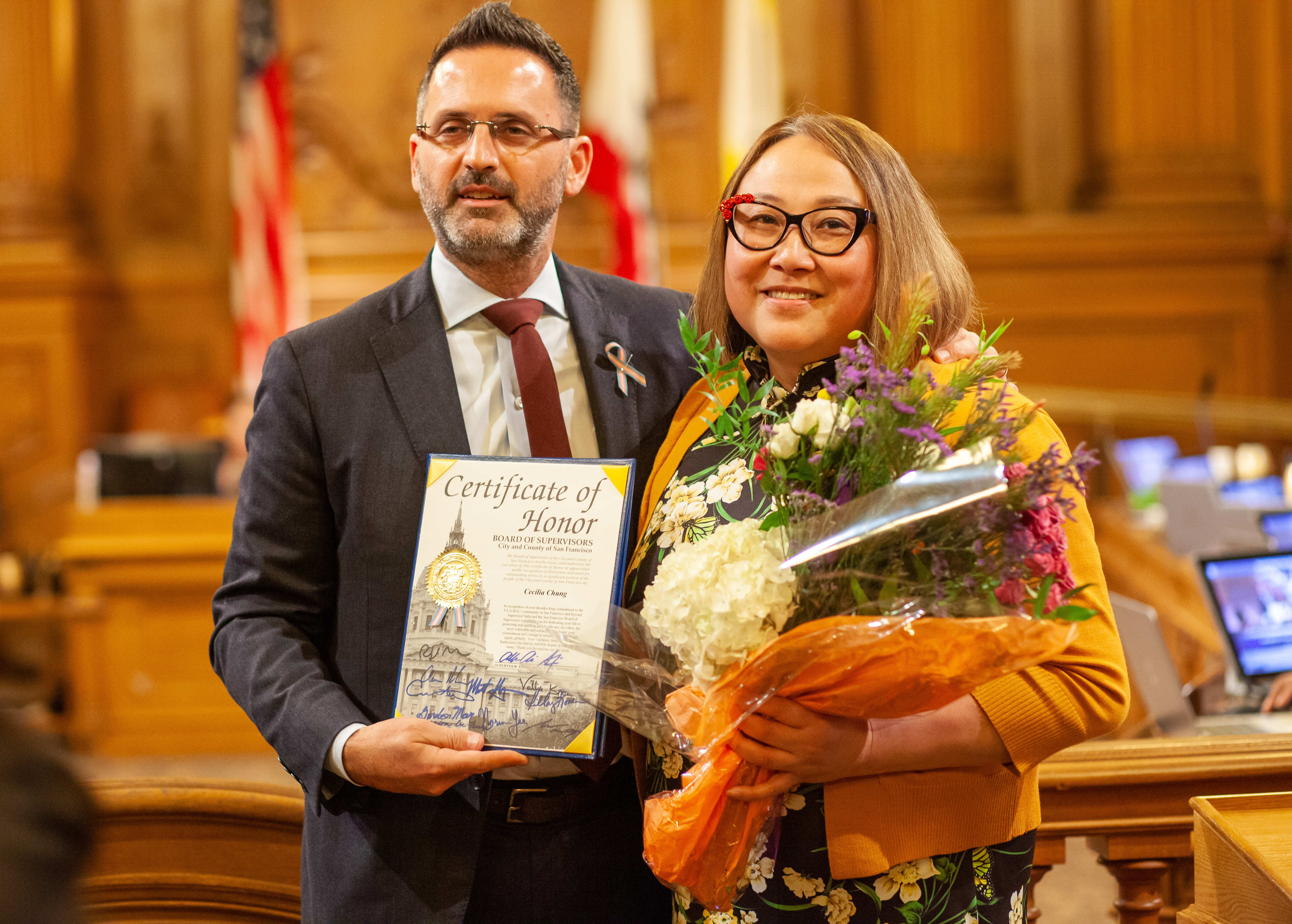
Chung recibe el certificado de honor de San Francisco de manos del supervisor Ahsha Safaí en noviembre de 2019.

## Honores y premios
- Transgender Discrimination Task Force en 1994[2]
- 1998: San Francisco Lesbian Gay Bisexual Transgender Pride Celebration Committee[2]
- 2001: First Asian and first transgender woman elected to SF LGBT Pride Celebration Committee Board President[2]
- 2001: Asian & Pacific Islander Wellness Center Board of Directors[2]
- 2012: Received the Levi Strauss & Co. Pioneer Award.[8]
- 2013: Appointed to the Health Commission by Mayor Lee[3]
- 2019: Commended by the San Francisco Board of Supervisors during Transgender Awareness Week[9]
- San Francisco AIDS Foundation Cleve Jones Award
- Human Rights Campaign Community Service Award
- California Woman of The Year
- Out and Equal Champion of the Year Award